# Graphidipus mediata
Graphidipus mediata là một loài bướm đêm trong họ Geometridae.